# 国勢調査 (日本)

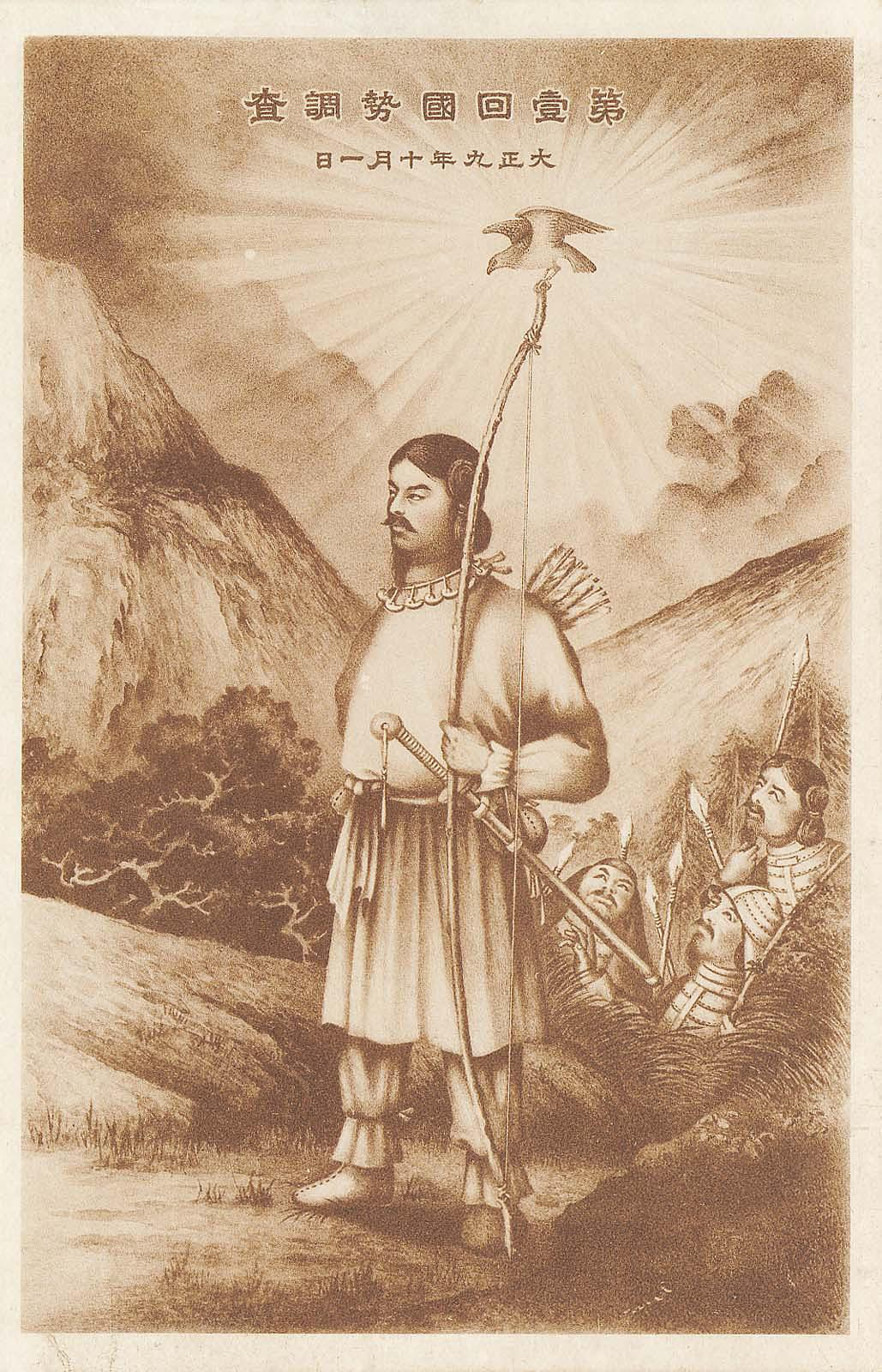
1920年の第一回国勢調査。初回のために神武天皇が描かれている

国勢調査（こくせいちょうさ）は、統計法（平成19年5月23日法律第53号）に基づき総務大臣が国勢統計を作成するために「本邦に居住している者」 すべてを対象として実施される、日本国の最も重要かつ基本的な統計調査で、人及び世帯に関する唯一の全数調査である。各世帯の種類や人数、住居の位置・居住期間・建築物種類、世帯を構成する各人の年齢・性別・職業・従業地などを調べる。結果は、日本全国のほか、都道府県別、市町村別、あるいはさらに細かい地域区分による集計表として公表される。衆議院議員選挙の小選挙区の区割り、村や町が市へ移行する際の人口規模要件、地方交付税の配分などを定める際に基準となる（法定人口）。そのほか、福祉施策・都市計画・生活環境整備・被災者数予測を含む災害対策などの多くの政策を策定する上での基礎資料として利用される。民間でも企業の出店計画や社会科学における学術研究など様々な場面で使われている 。
西暦が5の倍数の年に実施される。西暦の末尾が0の年には調査項目の比較的多い「大規模調査」を、末尾が5の年には調査項目の比較的少ない「簡易調査」を実施する。総務大臣が必要があると認めるときは、これら以外の年に臨時の国勢調査を行うこともできる（統計法 第5条第3項）。いずれの場合も、10月1日現在の状況について、同日の前後それぞれ半月程度の期間に、調査員による実地調査を行う。第1回調査は1920年（大正9年）実施。2020年（令和2年）の第21回国勢調査で100周年をむかえている。
国勢調査は、日本の公的統計制度において基幹統計調査と位置付けられており、個人情報保護法の適用外である。統計法 によって回答義務が課されており、回答拒否や虚偽報告に対しては50万円以下の罰金という罰則が規定されている（第61条）。
諸外国も含めた国勢調査（Census、人口センサスとも呼ばれる）全般については国勢調査を、また「緑の国勢調査」については自然環境保全基礎調査を参照。

## 概要
2010年以降の国勢調査は統計法（平成19年5月23日法律第53号）、国勢調査令（昭和55年4月15日政令第98号）、国勢調査施行規則（昭和55年総理府令第21号）等の法令を根拠として実施されている。それ以前は、大日本帝国では国勢調査ニ関スル法律（明治35年12月1日法律第49号）、戦後は旧統計法（昭和22年法律第18号）によって行われてきた。
統計法の第1条（目的）では、公的統計（行政機関等の作成する統計の総称）を「国民にとって合理的な意思決定を行うための基盤となる重要な情報である」と位置付けており、「公的統計の体系的かつ効率的な整備及びその有用性の確保を図り、もって国民経済の健全な発展及び国民生活の向上に寄与する」ことを目指すとされている。国勢調査は、このような統計法の目的を達成するために行われるものといえる。

### 目的
国勢調査の主な目的・意義を挙げると、およそ次の4点に整理することができる。
一つ目は、政治や行政など公的な目的での基準となる統計数字を得ることである。国勢調査では、人口数だけではなく、年齢別、配偶関係別、就業状態別、産業・職業別などの詳細な人口や、世帯構成別の世帯数など様々な人口・世帯の統計結果が得られ、様々な目的で広く活用されている。国勢調査の人口の代表的な利用目的には、法律に基づいて地方交付税の配分や衆議院議員選挙区の画定などの基準を与えることなどがあり、このため国勢調査の結果から得られる人口は「法定人口」とも呼ばれる。
二つ目は、民間・研究部門における利用である。民間企業では、市場の規模や需要の動向を見積もったり、出店戦略を立てたりする場合に、国勢調査から得られる人口構成や人口の地域分布に関する統計データが用いられる。また、大学や学術研究機関では、社会や経済の動向を分析する目的で国勢調査の統計データが用いられる。また、国勢調査のデータは、学校教育においてもしばしば引用される。
三つ目は、他の様々な統計を作成する基盤となる基礎データを作ることである。労働力調査、家計調査、国民生活基礎調査など世帯を単位とする標本調査においては、国勢調査から得られる地域別・属性別の統計に基づいて標本設計を行っている。また、標本調査の数値から母集団における数値（母数）を推定するための補助情報としても国勢調査データを使うことがある。そのほか、人口推計、将来推計人口、生命表などの加工統計を作る際にも基礎データとして用いられている。
四つ目は、統計を用いた国際比較のための基本的な情報を提供することである。国際連合は世界の人口・経済の動向を統一的に把握することを目的として、「世界人口・住宅センサス計画」The 2010 World Population and Housing Census Programmeを提唱し、これに基づいて、西暦の末尾が「0」の年に国勢調査を実施することを勧告している。日本の国勢調査もその一環である。

### 戸籍・住民票との相違
日本では、戸籍簿・寄留簿の制度が国勢調査創設以前の明治時代初期にすでに整備され、人口統計としての機能を相当程度果たしていた。このため、多額の費用をかけて人口の全数調査をする必要はない、というのが当時の国家指導者たちの認識であった。これは宗教及び人種に関して比較的均質であり、近世にはすでに宗門改帳などによる人口登録が広く行われていたという日本の事情によるものであり、外国とは異なる点であった。人口学者が人口動態の詳細な分析をおこなうとか、保険会社が保険料率算定のために死亡率の精確なデータを必要とするとかいった特殊なニーズをのぞけば、戸籍等から作成される統計で事足りていたのである。このような事情から、国勢調査に関する提言が明治時代に幾度も行われたにもかかわらず、実際に実施されるのは大正時代をまたなければならなかったと考えられる。
しかし近代化が進むにつれ、統計に対するニーズが高まってきた。問題になったのは、届出なく引っ越す人が多いため、居住の実態と戸籍簿・寄留簿に記載されている内容とにずれが生じるということであった（同様のずれは出生や死亡にもあるが、これらについては次第に届出制度が定着し、あまり問題にならなくなっていく）。特に、急成長した大都市で、流入する人口の実態がつかみにくくなる。また、さまざまな社会問題への対策を考えるためには、職業などの諸属性をふくめて住民の状況を精確に知りたいという要求が出てくる。このようなニーズが、国勢調査を経常的に実行すべきという運動を後押しした。
1952年の住民登録法によって作られ、1967年の住民基本台帳法を経て現在に至る住民票の制度も、居住の実態と対応していないことが多いという特徴を、その前身である寄留簿から受け継いでいる。引っ越ししても住民票の転入転出届を出さない人が多いのである。特に就学や単身赴任、入院などによる期間が限定的な人口移動は、そうなることが多い。たとえば大学の多い地域では、転入手続きをしないまま大学に通う若者が多いため、住民基本台帳に登録される若年人口が過少になる。実際、市内に大学が数多くある東京都の八王子市では、2015年の住民票に基づいた人口は56万3000人だったのに対し、同年の国勢調査で判明した市内人口は57万8000人と、1万5000人多かった。
このように、行政が経常的に業務上把握しているデータには人口の実態から乖離している部分があるため、それを埋めるための定期的全数調査が必要になる。住民票を移していない人も、その地域で生活している以上、さまざまな行政サービスを利用するし、地元の社会経済的活動にも関わる。自治体にとっても民間企業にとっても、中長期的計画を立てるうえで無視できない要素なのである。また、政策立案などのために就業状況や従業地などのデータが必要になることも多いが、そうした情報は住民基本台帳にはない。住民基本台帳とは別に、5年ごとに国勢調査を全国一斉に行う制度になっているのは、こうした事情による。

## 歴史

### 国勢調査の起源と名称について
日本の国勢調査の萌芽は、統計学者・杉亨二が駿河国（現在の静岡県）でおこなった調査に基づいて作成した「沼津政表」「原政表」（明治2年（1869年）実施）や、甲斐国現在人別調（明治12年（1879年）実施）に見ることができる（横山雅男『統計学』
22, 260-261頁）。特に、現在の山梨県で行われた甲斐国現在人別調は、本格的な全国規模人口センサスに向けた試験調査として行われたもので、調査実施のノウハウを得る貴重な機会であった。そこで調査を経験した呉文聰、高橋二郎、寺田勇吉、岡松徑らが、後の国勢調査実施の中心的役割を担うことになる。もっとも、当時の社会情勢では、全国調査実施の機運は十分に高まらなかった。
日清戦争（明治27年（1894年）8月 - 28年（1895年）4月）の終わった明治28年（1895年）9月21日、欧米諸国の統計局長及び著名な統計学者により構成される国際団体である国際統計協会 (International Statistical Institute) から日本政府に対して「1900年世界人口センサス」への参加の働きかけがあった。これを契機として国勢調査の実施の機運が高まることとなった。明治29年（1896年）、貴族院及び衆議院では「国勢調査ニ関スル建議」が可決された。日本の公的な資料において国勢調査の語が登場したのはこれが最初である。この建議では、国勢調査について、「国勢調査ハ全国人民ノ現状即チ男女年齢職業…（中略）…家別人別ニ就キ精細ニ現実ノ状況ヲ調査スルモノニシテ一タビ此ノ調査ヲ行フトキハ全国ノ情勢之ヲ掌上ニ見ルヲ得ベシ、…」
との記述があり、このことから、「国勢調査」という名称は「国の情勢」を調査するという意味で名付けられたものと考えられている。
国勢調査を実施するための根拠となる「国勢調査ニ関スル法律」 は、この建議から6年後の明治35（1902年）12月2日に成立し、公布された。これに基づき、第1回国勢調査は明治38年（1905年）に行われることになっていたが、日露戦争（明治37年（1904年） - 38年（1905年））のため、実施は見送られた。さらにその10年後の大正4年（1915年）にも、その前年から日本も参戦した第一次世界大戦の影響などで実施が見送られ、最初の国勢調査の実施は大正9年（1920年）10月1日を「調査時」とするものとなった。
「国勢調査」の語源については諸説ある。論文に登場する最も古い用例は、臼井喜之作が明治26年（1893年）に『統計学雑誌』86号に掲載した「国庫剰余金より国勢大調査費を支出すべきの議」である。その中には、「彼の日本新聞は客年既に国勢調査の必要性を論じて曰く…」との記述があることから、すでに「国勢調査」が当時の新聞に登場していた可能性がある。ただし、当時の『日本新聞』を探索した奥積雅彦 によれば、該当する新聞記事は発見できていないという。
なお、「国勢」という語は、国勢調査以前にも大隈重信などにより用いられている。大隈重信は、明治14年（1881年）に建議した「統計院設置の件」の冒頭で、「現在ノ国勢ヲ詳明セサレハ 政府則チ施政ノ便ヲ失フ 過去施政ノ結果ヲ鑑照セサレハ 政府其政策ノ利弊ヲ知ルニ由ナシ …（中略）…現在ノ国勢ヲ一目ニ明瞭ナラシムル者ハ統計ニ若クハ莫シ」

と述べている（大意：現在の国の情勢を詳しく明らかにしなければ、政府は施政の手段を失う。過去の施政の結果を詳しく調べなければ、政府はその政策の利点や弊害を知る方法がない。…現在の国の情勢を一目で明瞭にするものとして統計に並ぶものはない）。「国勢」という語は、statistics（語源はstate=国）の訳語に充てられていた「国勢学」にも用いられていたことからも分かるように、明治初期以降、一般に用いられていたものと推定される。
しかし、1895年に国際統計協会から「世界人口センサス」への参加の働きかけがあった際には、日本の統計学者間に、「センサス」を日本語でどう呼ぶかについての統一見解はなかった。「人別調査」「人口調査」「民勢調査」「国民調査」など、いろいろな訳語案が共存していた。第16回帝国議会に「国勢調査ニ関スル法律案」 を提出した際の主唱者、内藤守三衆議院議員によれば、当時の有力な統計学者のなかで杉亨二は「人別調査」、呉文聰は「民勢調査」という名称を推していた。内藤はそれに対して「理屈は兎に角日本帝国の調査は国勢調査と称ふるのなら文句の通りが好い」（『日本国勢調査記念録』
(1922年) 第1巻より「国勢調査法律案提出に関する前後の状況」41頁）と答えて「国勢調査」で押し通したのだという。内藤はこれ以上のことを述べていないが、「国勢」は「国家の勢力」だと解釈できるため、当時の「国の力を増し、欧米に追いつき追い越せ」という風潮に乗り、「国の勢力を調べる調査」というイメージを含ませることによって国家指導者の調査への賛同を得るという思惑があったと見ることもできる。
他方、統計学者の一部には、経済状況をふくめて幅広い調査項目を調べるセンサスを実施したいという野望を持つ勢力があり、彼らにとっては「人別調査」「人口調査」のような用語で調査項目を限定してしまうのは不都合であった。やはり当時の有力な統計学者であり、第1回国勢調査の中心メンバーでもあった横山雅男は、後に出版した『統計学』 において、ヨーロッパでのセンサスが人口中心の狭義的調査であるのに対して米国・カナダ・メキシコ・オーストラリアのセンサスは「人口と殆ど同じ大切さを以て経済事項を調べる」広義的なものと述べたうえで、「成るべく多方面に参考となるべき事項を調べることこそ得策なりと決定して斯く意訳して国勢調査とした」（255頁）と説明している。
もっとも実際には、初回から大量の項目を盛り込むことはできず、第1回国勢調査は、ほぼ人口関連事項だけを調べる狭い内容のものになった。この点について、統計学者でもあり政治家でもあった柳澤保恵は、国勢調査員に向けた講演でつぎのように語っている：米国のセンサスにくらべると「今回の国勢調査の範囲は尚ほヅット狭い」「英吉利風の『センサス』即ち……人口静態調査（ポピュレーションセンサス）である」「然し是は第一回の調査項目であります」「第二回の場合には少しく他の要目が加わるかも知れぬ」（『日本国勢調査記念録』（1922年）第2巻より「調査講演」196-199頁）。
彼らは、ただの人口調査ではなく、今日であれば経済構造統計や労働力調査で知るような事柄をふくめ、社会の全体像を映す全数統計としてのセンサスを目指していたのである。事実、第1回調査以降、統計学者は国勢調査の対象を工場や商店にまで拡張して経済構造調査にしようとしばしば画策した。だが、それはほとんど実現しなかった。経済や労働に関する統計は、全数を対象とするセンサスではなく、その一部を抜き出す方法（典型調査あるいは裾切調査）で作成する方向に進化していく。1950年代になると、人口のセンサス（国勢調査）と事業所・企業のセンサス（事業所・企業統計調査）で得た情報で母集団を設定し、確率論に基づいた無作為抽出で調査対象を選ぶ標本調査が全面的に導入される。

### 沿革

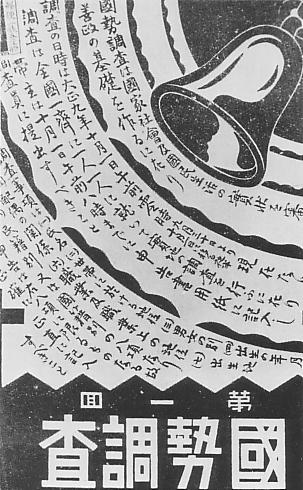
第1回国勢調査のポスター

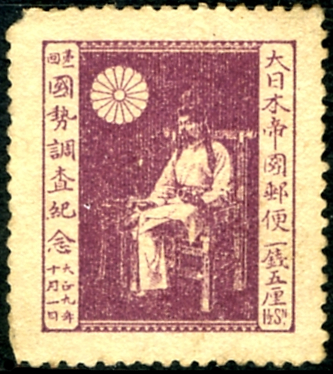
第1回国勢調査記念切手（1銭5厘、大化年間の国司の姿を描く ）

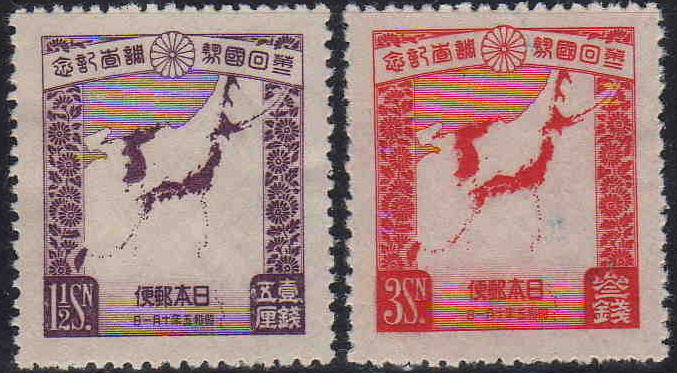
第2回国勢調査記念切手（1銭5厘と3銭、切手に描かれているのは当時の日本領土）

国勢調査ニ関スル法律 は1902年（明治35年）成立し、国勢調査はいったん1905年に実施予定となった。しかし日露戦争（1904-1905年）で延期された後、大正政変（1913年）前後の政情不安定と第一次世界大戦（1914-1918年）などのため実施がさらに先送りとなり、結局1920年（大正9年）に第1回の調査が行われた（横山『統計学』 262-264頁）。
以後の国勢調査は、基本的に5年に一度、10月1日を調査時として行われてきた。ただし、1945年実施予定であった調査は、太平洋戦争の戦況悪化のため中止された。その代わりに、戦後の1947年に臨時の国勢調査が実施された。
各回の実施年は以下のとおり。西暦で下一桁が0の年が大規模調査、5の年が簡易調査となっている。
| 回     | 実施年 | 調査方法   | 調査人数    |
| ------ | ------ | ---------- | ----------- |
| 第1回  | 1920年 | 大規模調査 | 55,963,053  |
| 第2回  | 1925年 | 簡易調査   | 59,736,822  |
| 第3回  | 1930年 | 大規模調査 | 64,450,005  |
| 第4回  | 1935年 | 簡易調査   | 69,254,148  |
| 第5回  | 1940年 | 大規模調査 | 73,114,308  |
| 第6回  | 1947年 | 臨時調査   | 78,101,473  |
| 第7回  | 1950年 | 大規模調査 | 83,199,637  |
| 第8回  | 1955年 | 簡易調査   | 89,275,529  |
| 第9回  | 1960年 | 大規模調査 | 93,418,501  |
| 第10回 | 1965年 | 簡易調査   | 98,274,961  |
| 第11回 | 1970年 | 大規模調査 | 103,720,060 |
| 第12回 | 1975年 | 簡易調査   | 111,939,643 |
| 第13回 | 1980年 | 大規模調査 | 117,060,396 |
| 第14回 | 1985年 | 簡易調査   | 121,048,923 |
| 第15回 | 1990年 | 大規模調査 | 123,611,167 |
| 第16回 | 1995年 | 簡易調査   | 125,570,246 |
| 第17回 | 2000年 | 大規模調査 | 126,925,843 |
| 第18回 | 2005年 | 簡易調査   | 127,767,994 |
| 第19回 | 2010年 | 大規模調査 | 128,057,352 |
| 第20回 | 2015年 | 簡易調査   | 127,094,745 |
| 第21回 | 2020年 | 大規模調査 | 126,146,099 |
| 第22回 | 2025年 | 簡易調査   | 予定        |

戦前、台湾は日本が統治していたため、台湾の人口センサスは台湾総督府が行っていた。調査の実施は日本よりも早く、1905年の「臨時台湾戸口調査」である。調査項目は日本よりも多く、人種、使用言語、アヘン使用経験などについても調査していた。ここには（ほぼ）単一民族であり統治に労力がかからなかった日本と、多民族であったため統治に労力がかかった台湾との差を見て取ることができる。
日本統治時代の朝鮮、樺太庁などの外地、関東州や満鉄附属地などの租借地、南洋群島などの委任統治領、青島守備軍管内などの軍管轄地区でも国勢調査、人口調査、臨時戸口調査が実施された。以下に外地、租借地、委任統治領などで実施された各種センサスをまとめる。なお1920年の国勢調査は外地では「臨時戸口調査」と称され、南洋群島で実施された国勢調査は「島勢調査」と称された。また朝鮮では1920年に国勢調査が実施されず、下の表中の1920年の朝鮮の人口は公簿調査に基づく現住人口である。
| 実施年月日                | 回    | 調査形態                | 調査人数  | 調査人数 | 調査人数   | 調査人数  | 調査人数   | 調査人数   | 調査人数 | 調査人数       |
| 実施年月日                | 回    | 調査形態                | 台湾      | 樺太庁   | 朝鮮       | 関東州    | 満鉄附属地 | 領事館管内 | 南洋群島 | 青島守備軍管内 |
| ------------------------- | ----- | ----------------------- | --------- | -------- | ---------- | --------- | ---------- | ---------- | -------- | -------------- |
| 明治38年（1905年）10月1日 | 第1次 | 臨時戸口調査            | 3,039,751 |          |            |           |            |            |          |                |
| 大正04年（1915年）10月1日 | 第2次 | 臨時戸口調査            | 3,479,922 |          |            |           |            |            |          |                |
| 大正08年（1919年）9月30日 |       | 臨時戸口調査            |           |          |            |           |            |            |          | 208,139        |
| 大正09年（1920年）10月1日 | 第1回 | 国勢調査・ 臨時戸口調査 | 3,655,308 | 105,899  | 17,264,119 | 688,130   | 231,438    | 20,384     | 52,222   | 248,209        |
| 大正14年（1925年）10月1日 | 第2回 | 国勢調査                | 3,993,408 | 203,754  | 19,522,945 | 765,776   | 288,298    | 36,316     | 56,294   |                |
| 昭和05年（1930年）10月1日 | 第3回 | 国勢調査                | 4,592,537 | 295,196  | 21,058,305 | 955,741   | 372,270    |            | 69,626   |                |
| 昭和10年（1935年）10月1日 | 第4回 | 国勢調査                | 5,212,426 | 331,943  | 22,899,038 | 1,134,081 | 522,645    |            | 102,537  |                |
| 昭和15年（1940年）10月1日 | 第5回 | 国勢調査                | 5,872,084 | 414,891  | 24,326,327 | 1,367,334 |            |            | 131,258  |                |
| 昭和19年（1944年）2月22日 |       | 人口調査                |           | 391,825  |            |           |            |            |          |                |
| 昭和19年（1944年）5月1日  |       | 人口調査                |           |          | 25,917,881 |           |            |            |          |                |
| 昭和19年（1944年）7月15日 |       | 人口調査                | 6,269,949 |          |            |           |            |            |          |                |

戦中の内地では、軍需関連に要する人員の確保や必需物資の配給統制の確立を目的とした人口調査が実施された。これは帝国版図全体の国勢を調査するものではなく、根拠法規も資源調査法であったという理由で「国勢調査」とは称されなかったが、人口及び世帯に関する銃後人口の全数調査を実施したセンサスである。戦後にも、衆議院議員総選挙の準備などの目的で、「人口調査」がおこなわれている。1947年の旧統計法成立までは、やはり資源調査法に基づいた調査である。
| 実施年月日    | 調査方法     | 調査人数   |
| ------------- | ------------ | ---------- |
| 1944年2月22日 | 人口調査     | 73,456,141 |
| 1945年11月1日 | 人口調査     | 71,998,104 |
| 1946年4月26日 | 人口調査     | 73,114,136 |
| 1948年8月1日  | 常住人口調査 | 80,216,896 |

米軍占領下の沖縄でも独自に国勢調査が実施された。これらのうち、1970年の調査は、本土での第11回国勢調査とおなじ内容となっている。
| 実施年月日    | 調査方法                 | 調査人数                  |
| ------------- | ------------------------ | ------------------------- |
| 1950年12月1日 | 大規模調査               | 917,875（奄美群島を含む） |
| 1955年12月1日 | 臨時国勢調査（簡易調査） | 801,065                   |
| 1960年12月1日 | 大規模調査               | 883,122                   |
| 1965年10月1日 | 臨時国勢調査（簡易調査） | 934,176                   |
| 1970年10月1日 | 大規模調査               | 944,111                   |

1947年に成立した旧統計法（昭和22年法律第18号） は、「全国民について行う人口に関する調査」 を「国勢調査」とし、5年ごとに行う（第4条）こととした。なお、同法の附則21条により、国勢調査ニ関スル法律（明治35年法律49号）が廃止されている。また同法の施行直後に、第3条に基づき、指定統計の第1号として、「国勢調査」が指定されている。旧統計法が最初に適用されたのは、1947年（昭和22年）臨時国勢調査である。
1950年におこなわれた第7回調査以降は、常住の場所によって調査する「常住人口」の調査となった（それ以前は、調査時点に居た場所を基準とする「現在人口」の調査であった）。
1970年の第11回調査から小笠原諸島が、1975年の第12回調査から沖縄県が調査対象地域となった。これ以降は、調査地域にも調査項目にも大きな変動はなく、同様の内容の大規模調査と簡易調査が、それぞれ10年ごとに今日まで実施されてきた。
一方で、1970年代以降、都市化やプライバシー意識の広がりなどを背景に、調査の実施にさまざまな困難が生じるようになり、調査方法の点で対応が必要となった。特に2005年の国勢調査では、国民の個人情報保護に対する意識の高まりやオートロックマンションの増加などにより、調査実施の困難度がさらに高まった。調査後に行われた調査方法の検討結果 を踏まえ、2010年以降の国勢調査では調査票の封入提出方式、郵送提出方式、インターネット回答など新たな調査方法が導入されることとなった。
2007年の統計法全部改正により、日本の公的統計制度は全面的に変更され、用語法も変化した。新統計法の第5条では、「人及び世帯に関する全数調査」のことを「国勢調査」、「これに基づく統計」のことを「国勢統計」と呼びわけている。第2条では、特に重要な統計を基幹統計とし、国勢統計はこの基幹統計であると指定している。2010年第19回調査以降、国勢調査はこの新統計法の下で行われている。

## 調査の内容

### 調査の基準
国勢調査は実施年の10月1日午前0時現在を基準として行われる（国勢調査令第3条）。なお、この基準となる時刻を「調査時」と呼ぶ。 

### 調査の対象
国勢調査は全数調査であり、国籍を問わず、原則として日本に普段居住している（またはすることになっている）人と世帯全てが対象である。
国勢調査は、住民基本台帳で届出が出されている住所にかかわらず、国勢調査令第2条で定められる「住居」（同一の場所に継続的に起居した期間及び継続的に起居しようとする期間を通算した期間が三月以上にわたる者についてはその場所、三月に満たない者についてはその者の現にある場所）を基準として行われる。これは、居住の実態をできるだけ正確に反映した統計を作成するためである。ホームレスや県境など市区町村境が未確定で、住居・住所が定まっていない人に対しては、実際に居る場所で国勢調査員あるいは国勢調査指導員が調査を行なう。
具体的には次に掲げる者が対象者となる（国勢調査令第4条第1項）。
1. 調査時において本邦にある者で、本邦にある期間が引き続き三月以上にわたることとなるもの
2. 本邦に生活の本拠を有する者（前号に掲げる者及び調査時において本邦外にある者（船舶に乗り組んでいる者を除く。）で本邦外にある期間が引き続き三月以上にわたることとなるものを除く。）
3. 本邦の港を発し、途中本邦の港以外の港に寄港しないで本邦の港に入つた船舶（調査時において本邦の港にある船舶又は調査時後五日以内に本邦の港に入つた船舶に限る。）に乗り組んでいる者（前二号に掲げる者及び本邦外に生活の本拠を有する者を除く。）

このように、自国民だけではなく外国人の居住者も調査されることは、諸外国の国勢調査でも同様である。
ただし次に掲げる者は、調査の対象から除外される（国勢調査令第4条第2項）。
1. 日本国政府が接受する外国政府の外交使節団又は領事機関の構成員並びに条約又は国際慣行により外交使節と同様の特権及び免除を受ける者であって、日本国民でないもの（外交官等）、外交官等と同一の世帯に属する家族の構成員並びに外交官等の個人的使用人で日本国民でないもの
2. 日本国政府の承認した外国政府又は国際機関の公務に従事する者で日本国民でないもの及びその者と同一の世帯に属する家族の構成員（前号に掲げる者を除く。）

なお、北方領土及び竹島については、日本の実効支配が及んでいない状況にあるため国勢調査の対象地域から除外されている（国勢調査施行規則第1条）。

### 調査区
国勢調査令 第8条第1項により調査区が設定される。おおむね50世帯程度の区域をひとつの調査区として、ひとりの調査員が担当する。
国勢調査の調査区の設定の基準等に関する省令 により、以下の区分が行われる。
- 一般調査区 - 特別調査区でも水面調査区でもない区域
- 特別調査区 -

1. 相当規模の山林、原野等の区域で居住者の存しないもの又は著しく少ないもの
2. 工場、教育文化施設、交通施設その他人の居住の用に供されない施設で相当規模のものの存する区域
3. 生活保護法第三十八条第二項に規定する救護施設及び同条第三項に規定する更生施設、病院（おおむね患者二百人以上の収容施設を有するものに限る。）、刑務所、自衛隊の営舎その他これらに類する施設の存する区域
4. おおむね五十人以上の単身者が居住している寄宿舎、寮等の存する区域

- 水面調査区 - 水上生活者の把握のために設けられた区分。

1. 港湾法（昭和二十五年法律第二百十八号）第二条第二項に規定する国際戦略港湾、国際拠点港湾又は重要港湾の同条第三項に規定する港湾区域
2. 港湾法第二条第二項に規定する地方港湾の同条第三項に規定する港湾区域又は漁港漁場整備法（昭和二十五年法律第百三十七号）第二条に規定する漁港の水域（前号の国際戦略港湾、国際拠点港湾又は重要港湾に指定されている漁港の水域にあつては港湾区域に該当する水域を除いた水域）で居住者の存するもの
3. 河川又は運河の河口及びその周辺水域で居住者の存するもの（前二号に該当するものを除く。）

1990年（平成2年）の調査から、基本単位区の制度がはじまった。これは、原則としてひとつの街区をひとつの「基本単位区」として設定して9桁の番号を振って管理し、調査区設定や小地域集計の単位として使うものである。ただし、街区内に学区や投票区などの境界がある場合は、街区をさらに分割する。街区が設定されていない地域については、河川・線路・道路などを境界として区分する。基本単位区は、国勢調査の調査と集計の恒久的な単位とすることを意図したものなので、街区の変更などのやむを得ない理由がある場合を除き、変更されない。
毎回の国勢調査の実施にあたっては、この基本単位区を組み合わせて、50世帯程度 の調査区を設定する。ただし、ひとつの基本単位区の世帯数が50を超える場合は、基本単位区を分割して調査区を設定することがある。

### 報告義務
国勢調査を始めとする基幹統計調査では、調査対象となる個人又は法人その他の団体に対し報告が義務づけられており、これを拒み、又は虚偽の報告をしてはならないと定められている（統計法第13条第2項）。
また、報告を求められた者が、未成年者又は成年被後見人である場合においては、その法定代理人が本人に代わって報告する義務を負う（統計法第13条第3項）。
国勢調査を始めとする、基幹統計調査に係る調査票情報に含まれる個人情報については、個人情報の保護に関する法律の例外扱いとされており、調査対象者となる者すべてが回答する義務を有する（統計法第52条、統計法第13条）。統計法第13条の規定に違反して、報告を拒み、又は虚偽の報告をした者は50万円以下の罰金に処される（統計法第61条）。このほか、統計法第13条に規定する基幹統計調査の報告を求められた者の報告を妨げた者は6か月以下の懲役または50万円以下の罰金に処される（統計法第60条）。
なお、この報告義務を悪用し、国勢調査その他の基幹統計調査の報告の求めであると人を誤認させるような表示又は説明をすることにより、個人又は法人その他の団体の情報を取得した者は2年以下の懲役又は100万円以下の罰金に処される（統計法第57条第1項）。

### 情報の利用制限と守秘義務
国勢調査は統計法に基づいて行われる統計調査であり、調査員を含め調査に携わる者すべてに対して、統計法により、調査対象者の秘密を保護する義務が課せられており、違反した場合の罰則も設けられている。たとえば、調査員が守秘義務に違反した場合、罰則が適用されることとなる。また、国勢調査の調査票に記載された情報は、統計法に定める統計上の目的以外に使用することは禁止されている。たとえば税務、警察など他の行政に用いられることは禁止されている。ただし個人情報が含まれない統計データは様々な分野に活用されている。
統計法では、国勢調査を始めとする基幹統計調査について、個人情報保護法と同等以上の個人情報保護に関する規定が設けられている。
調査票とともに配布される冊子に記述はないが、得られた個別のデータは統計処理された後に消去される。

### 調査事項等
国勢調査の調査事項は次に掲げる事項である。
（1）世帯員に関する事項
1. 氏名
2. 男女の別
3. 出生の年月
4. 世帯主との続柄
5. 配偶の関係
6. 国籍
7. 現在の住居における居住期間
8. 五年前の住居の所在地
9. 在学、卒業等教育の状況
10. 就業状態
11. 所属の事業所の名称及び事業の種類 -  それぞれ、調査票に具体的に記入する（この内容をもとに、統計センターにおいて日本標準産業分類[33] による分類を行う）[注釈 7]
12. 仕事の種類 -  調査票に具体的に記入する（この内容をもとに、統計センターにおいて日本標準職業分類[35] による分類を行う）
13. 従業上の地位
14. 従業地又は通学地
15. 従業地又は通学地までの利用交通手段

（2）世帯に関する事項
1. 世帯の種類
2. 世帯員の数
3. 住居の種類 - 集合住宅の場合は居住している階数と総階数[32]。
4. 住宅の床面積 - 2015年に臨時的に除外され、2020年に廃止された。廃止理由は、2015年に追加された2項目「現在の住居における居住期間」「五年前の住居の所在地」に伴う負担減少と、元来、記入状況が最も悪い項目であるため、オンライン回答による途中棄権を減らす目的である[36]。2005年までは「坪」で記入することができたが、2010年には平方メートルのみの記入となり、「坪」で記入することは無くなった[37] [38]。
5. 住宅の建て方 - 2015年から記入項目から除外された。調査員が調査票を配布する際に、住宅の外見から判断して、調査票の各世帯の固有記号に合わせて調査員が別途記録している[39]。

世帯とは、住居と生計をともにする個人の集まりである。典型的には、一つの住宅に居住して共同生活を営む親族がその例である。しかし、たとえば友人同士や恋人同士がアパートを借りて「ルームシェア生活」「同棲生活」をしている場合など、互いに親族関係のない者の集まりであっても、住居と生計をともにしていれば「世帯」とされる。また、集合住宅や会社・官庁の寮などの1室に独立して居住している一人の個人も、それ自体で一つの「世帯」である。一方、学校の寮生や病院の入院者、社会施設入所者などについては、「施設等の世帯」として、棟全体で一つの世帯とみなされる（夫婦で1室に住んでいるような場合を除く）。
統計委員会室長だった中島隆信は調査項目に障害者であるかを含めるように主張したが、国民の理解が得られないとして拒否された。このため国が把握している障害者の人数は不正確であり、このデータを元に算出した障害者の法定雇用率も不確かなものになったとされる

## 調査員

### 国勢調査員
国勢調査員は総務大臣の任命による非常勤の国家公務員という位置づけである。

戦前においては地域の名士や有力者が推薦されるなど、調査員になること自体がステータスであった。第1回国勢調査の2年前に公布された国勢調査施行令（大正7年勅令第358号）
は、「国勢調査員ハ府県知事ノ推薦ニ依リ内閣ニ於テ之ヲ命ス」「国勢調査員ハ名誉職トス」（13条）と規定する。この第1回調査の調査員や、国勢調査事業に直接関与した者、それに伴う要務に関与した者には、内閣からの任命書のほか様々な記念品が贈られた。記念のプレート のほか、表面に大化年間の国司が戸籍の巻き物を手に立っている姿、裏面に「国勢調査記念章」の文字が刻まれたメダルの存在が確認されている。第1回調査終了後に発刊された『日本国勢調査記念録』 には、紳士録としての性質もあった。多くの調査員が、寄付を行ってこの『記念録』に氏名・写真を掲載した。

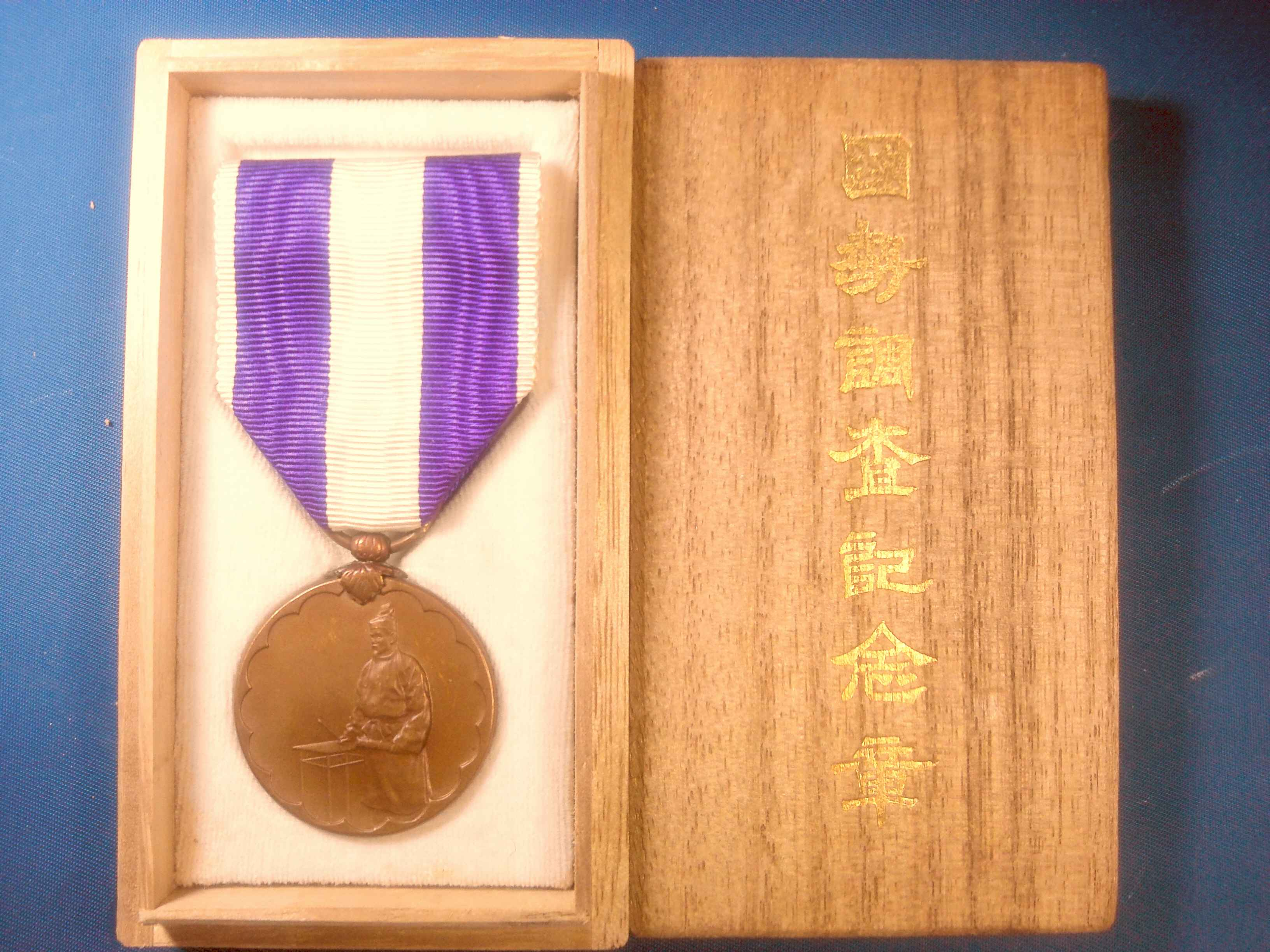
第一回国勢調査記念章（表面）
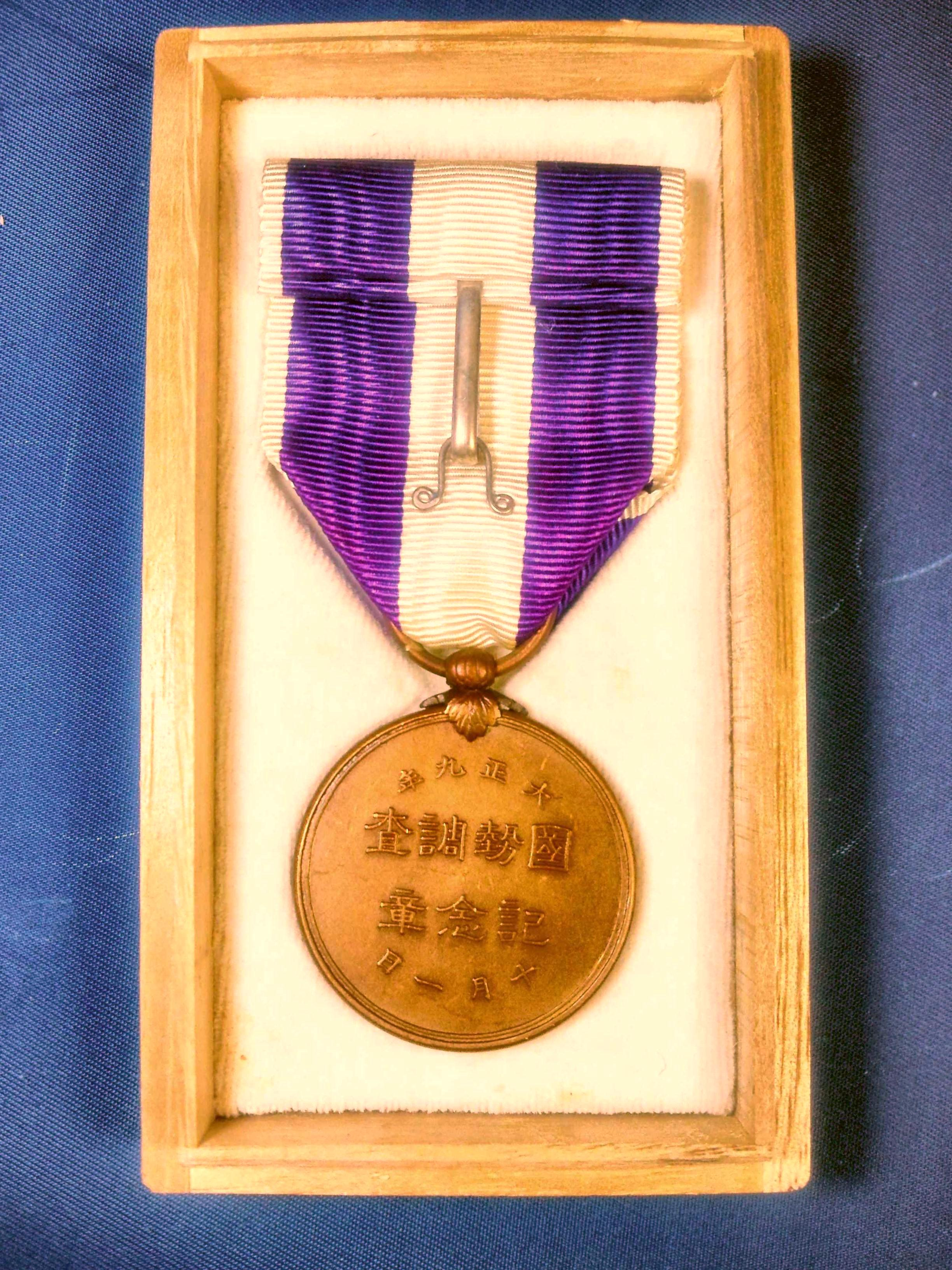
第一回国勢調査記念章（裏面）

戦後は、国勢調査員になれるのは20歳以上の者となっている。一般に公募が行われており、市報や自治体のウェブサイトで募集をする。このほか、自治体によっては、以前調査員だった経験者に応募を呼びかけたり、町内会に推薦を依頼している例も多くある。調査員は、調査対象地域をよく知っている必要があることから、その地域に居住する者を任命する場合が多く、その結果、調査員と調査対象者が顔見知りとなる場合もあり、「知り合いに個人情報を見られたくない」という苦情が出ることもある。他方、地域によっては、見ず知らずの人が調査に来るのを好まない場合もある。そのため、調査員は、地域の実情に合わせて顔見知りでない者を選任するなど、自治体ごとに配置に配慮がされている。
近年は、調査実施の困難性の増大や調査対象世帯との接触の難しさなどから、調査員の確保は回を追うごとに難しくなる傾向があり、調査員の人数をそろえることに苦心する自治体も多い。調査員の中には経験の浅い人も含まれることから、任命後に、「個人情報の厳正な取り扱い」や「接遇」について指導が行われている。
2005年10月の国勢調査では、仙台市青葉区で80人を超える調査員が期間中に大量辞退した。市では、高齢者が多いためと説明しているが、被調査者側の協力が得られなかったりすることによる精神的な負担のためともいわれる。市は市職員を調査員として動員して対処した。

#### 調査員の遭遇する事故
調査員は不特定多数の世帯を訪ねなければならない必要上、事故や事件に遭遇する場合がある。事故の多くは、犬に咬まれたり、階段などで転倒したりするものである。過去には1990年の国勢調査では女性調査員が被害に遭う殺人事件が1件あった（国勢調査員殺害事件）。調査活動に関連する事故・事件を予防するために、調査員に対しては事前に安全対策マニュアルなどによって指導が行われている。また、調査員の家族などが、調査上の秘密に触れないことを前提として、調査員に同行する制度も設けられている。調査員が調査活動中に事故に遭遇した場合には、公務災害補償の対象となる。
調査員が起こした事件については「#調査員が関与した事件」を参照。

### 国勢調査指導員
国勢調査調査員を指導する役職である。非常勤の国家公務員である。自治体によっては公募しているところもある。25歳以上。自治体職員が引き受ける場合が多い。

## 調査の手順

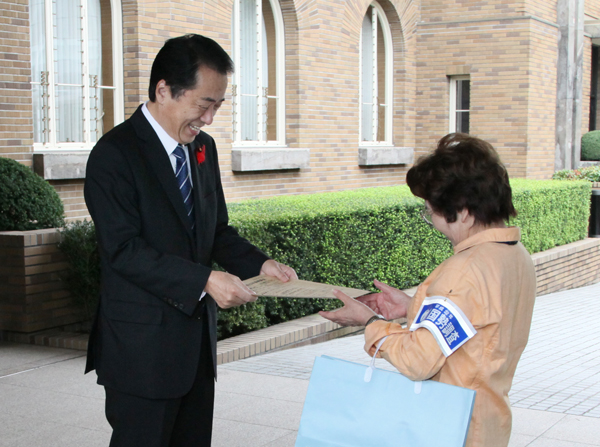
調査員による内閣総理大臣菅直人の調査票の回収の様子（2010年10月、内閣総理大臣公邸前にて）

### 調査票の配布・回収
国勢調査員が各家庭に調査票を配布する。これは、居住の実態をできるだけ正確にとらえる必要があるためである。原則として手渡しなので不在の場合であっても郵便受けに入れていくことは行わず、連絡メモを置いて再訪することになっている。ただし、どうしても面会できない場合には、郵便受けに調査票、記入方法の解説資料、返信用封筒をセットにして入れる。

このようにして配布された調査票に、各世帯で記入する。調査票は機械でそのまま読み取る光学認識用紙であり、黒の鉛筆（シャープペンシルでも可）で記入する。ボールペンのような消せないものでは記入しない。
記入済みの調査票は、原則として国勢調査員が各家庭を訪問して回収する。2010年国勢調査では、プライバシー意識に配慮して、調査票を封入して提出することとされた。提出に用いる封筒は、調査票の配布時に資料と一緒に配布される。封入して提出された調査票は、調査員が開封することなく市区町村に届けられ、市区町村で開封・整理される。さらに、2020年の国勢調査では、郵送による提出もできることとなり、すべての世帯に料金受取人払の郵送用封筒が配布された。郵送の場合の宛先は市区町村役所とされている。
インターネットによる回答方式は、まず2010年の国勢調査で、先行社会実験として東京都限定で実施した。従来と同様に調査票が各家庭に配布されるが、調査票に同封の調査対象者IDと確認コード（パスワード）を利用してインターネットで回答することができた。調査対象者IDか確認コードを紛失してしまった場合は、紙の調査票を提出する必要がある。利用率は想定では5%程度が見込まれていたが、実際は8.3%の利用率であったため、2015年の簡易国勢調査では日本全国に拡大された。
2020年の国勢調査では、新型コロナウイルスの感染拡大を防止する観点から、郵送やインターネットでの回答を推奨した。

### 回収できない場合の情報補完
国勢調査の回収率は非常に高く、かつてはほとんど全ての世帯から回収していた。しかし、次第に回収率は低下しており、それは特に大都市部で顕著である。
調査期間内に調査票を回収することがどうしても困難な場合には、大家や近隣の住民からの情報を元に、自治体が住民票のデータで補う「聞き取り調査」を行う。2000年調査では、「聞き取り調査」を行った世帯の割合は全国では1.7%だが、東京都は5.9%であった。その後、聞き取り調査の全国での割合は、2005年で4.4%、2015年で13.1%、2020年で16.3% と増加している。
このような調査困難の背景には、大都市を中心にオートロックマンションや不在がちな世帯が増えたことがある。また、悪質な訪問販売や手渡し型の特殊詐欺への警戒心により、ドアを開けてもらうことが困難な場合も多い。総務省統計局は、円滑に調査を行うため、マンション管理者への協力を要請している。

### 集計
集計は独立行政法人統計センターでコンピュータ処理により行う。回収した調査票の情報を、光学文字認識によって読み取り、集計表を作成する。未回収・未回答に関しては、住民基本台帳などの行政データを用いた補完を試みる。それでも不詳となる数値に関しては、補定と呼ばれる推計類似の手法による補完がおこなわれている
。なお、集計後の調査票用紙は熔かしたあと、再生紙としてリサイクルされる。

光学読取装置とコンピュータのなかった時代には、人力によってデータを入力し、パンチカードによって集計していた。このため、集計完了まで長期間を要した。第1回調査（1920年）の場合、最終報告書刊行は1932年6月であった。調査から実に12年の歳月が経過しており、この間に第2回（1925年）、第3回（1930年）の調査も行われている。これだけ遅くなった背景には、
- 初めての人口センサスだったため、ノウハウの蓄積がなかった
- パンチカード集計機が関東大震災により破損してしまい、人力での集計に頼らざるを得なかった

といった事情がある。なお、この機械破損による集計の遅れに直面した内閣府統計局は、回収した調査票を無作為に1/1000抽出しての推計（数学者である亀田豊治朗による）を急遽おこない、1924年に発表している。標本抽出についても誤差の推測についても、今日とほぼ同等の方法を使っており、数理統計学の先駆的な応用例といえる
。さらに、この1/1000抽出票（の写し）の二次利用成果として、戸田貞三（家族社会学者）による世帯構成の研究
が生まれた。その後も、調査票の一部（1%、5%、10%、20%など）を無作為に抽出しての「抽出集計」は、迅速に結果を報告するための方法として使用されている。
国勢調査結果集計へのコンピュータ導入は1961年。1964年には光学読取装置を導入した。このように情報技術を活用することで、徐々に公表の早期化が図られてきた。毎回の国勢調査の集計は、特に早期に必要とされる統計表を最優先日程とし、その後、詳細な統計表を予め定められた日程により順次公表する段取りで進められる。
第18回調査（2005年）では、最初の速報人口は調査基準日から3カ月足らず後の2005年12月27日に公表された。その前後のアメリカ、イギリス、カナダ、オーストラリアの人口センサスで最初の結果公表まで1年半以上かかっていたのに比較して、ずっと早い。一方、すべての結果表を公表したのは調査から3年2か月後であった。これは、アメリカやイギリスよりは早いが、カナダやオーストラリアより遅い（ただしこれら2か国にくらべて日本の人口規模がずっと大きいことは考慮する必要がある）。

## 調査結果データ

### 報告書
国勢調査の結果は、冊子体の報告書『国勢調査報告』のシリーズとして刊行される。毎回、多くの巻に分かれた大量の報告書となる。

### ウェブサイトにおける集計表公開
総務省統計局のウェブサイトでも、1995年以降の国勢調査結果を公開している。
- 平成7年国勢調査結果
- 平成12年国勢調査結果
- 平成17年国勢調査結果
- 平成22年国勢調査結果
- 平成27年国勢調査結果
- 令和2年国勢調査結果
- 統計局ホームページ/第2章 人口・世帯 /人口統計の長期時系列データ 02.htm（2009年1月13日アーカイブ） - 国立国会図書館Web Archiving Project（明治、大正期も含み、国勢調査のほか人口動態統計なども収録）

### 政府統計の総合窓口における集計表公開
2008年、政府統計の総合窓口 (e-Stat) が始動した。このサイトでは、長期間の系列の統計が従来よりも使いやすい形で提供されるようになっている。
- “国勢調査 時系列データ”. 政府統計の総合窓口 (e-Stat).   総務省統計局; 統計センター. 2023年6月25日閲覧。

「統計ダッシュボード」 からも、時系列データをダウンロードしたり、グラフを作成したりすることができる。

### 統計資料集
国立社会保障・人口問題研究所が毎年刊行する『人口統計資料集』 でも、国勢調査をふくめ、日本の人口に関する長期の統計情報を得ることができる：
- “I. 人口および人口増加率”. www.ipss.go.jp. 人口統計資料集.   国立社会保障・人口問題研究所. 2023年6月25日閲覧。

### 統計法に基づくミクロデータ利用
日本の公的統計制度は、集計表を作成する前のミクロデータをユーザーが独自集計する方法を、複数用意している。国勢調査に関しては、つぎの方法でデータ利用可能である（2023年8月8日現在）。
- 統計法35条、36条に基づく匿名データ利用[64]: 2000-2015年調査のデータ

- 統計法34条に基づく「委託による統計の作成」(いわゆるオーダーメード集計)[65]: 1980-2015年調査のデータ（基本集計、抽出詳細集計）

- 統計法33条に基づく調査票情報の磁気媒体提供[66]: 1980-2020年調査のデータ
- 統計法33条に基づく調査票情報のオンサイト利用[66]: 2000-2020年調査のデータ

国勢調査の調査票情報は、1980年までは、磁気媒体での保存が行われていなかった。このため、データ公開が可能なのは1980年（第18回）調査以降に限られる。(p206)

## 各調査について

### 第1回国勢調査
1920年（大正9年）10月1日現在で行われた。

### 第2回国勢調査
1925年（大正14年）10月1日現在で行われた。簡易調査であり、第1回にくらべて調査項目が少ない（氏名、性別、生年月日、配偶関係、世帯の種類のみ）。各地で集計した結果を中央でまとめる「地方分査」の方法がとられた。

### 第3回国勢調査
1930年（昭和5年）10月1日現在で行われた。大規模調査である。調査項目は第1回とほぼ同等であるが、住居室数が加わり、職業についての質問がくわしくなった。

### 第4回国勢調査
1935年（昭和10年）10月1日現在で行われた。氏名、性別、生年月日、配偶関係、常住地、世帯人数、準世帯の種類だけを調べる簡易調査である。第2回調査と同様に、各地で集計した結果を中央でまとめる「地方分査」の方法がとられた。

### 第5回国勢調査
1940年（昭和15年）10月1日現在で行われた大規模調査である。大日本帝国版図内にいる者全員のほか、軍関係者については帝国版図外の者も対象とした。また、調査項目の中には388種類の指定技能についての質問や、過去（1937年時点）の職業もあり、総力戦のための労働力配置に必要な情報を得る意図があった。集計結果は男女別・市町村別の人口しか公開されず、詳細な集計表は国家総動員計画の一部門である軍需工場労務動員計画の基礎資料として、陸軍省、海軍省、その他の関係省庁間でのみ共有された。集計表が一般向けに公刊されたのは戦後である。

### 第6回国勢調査
1947年（昭和22年）10月1日現在で行われた。1945年（昭和20年）調査が中止となったための臨時調査である。旧統計法が適用されたはじめての調査となる。9月中旬に襲来したカスリーン台風による水害のため一部地域で調査困難となり、特別対応を行った。戦災で集計機械が焼失していたため、集計は手作業による。

調査項目は、氏名、性別、年齢、配偶関係、国籍、障害、海外引揚者かどうか、産業・職業、失業しているか、の9つである。産業・職業と失業の項目は調査員による他記式調査、ほかの項目は自記式の調査票による。個人別の調査票（B6近似判）が用いられている。

### 第7回国勢調査
1950年（昭和25年）10月1日現在で行われた大規模調査。大型（A2判）の調査区内連記票（両面で60人分）を用いて、調査員が記入する他記式で行われた。前回までの「現在地主義」（旅行等で一時的に居住地を離れている場合も、10月1日午前零時の所在において調査）にかえて、常住地（6か月以上連続して居住する場所）において調査する「常住地主義」に変更。ただし、一時的に別の場所に滞在している場合には、両方の場所が把握できるよう、別の調査票（一時現在者調査票）に記入する。また、調査指導員制度を導入。
付帯調査として、「未引揚者調査」と、原子爆弾の影響を調べる「ABCC調査」（原爆傷害調査委員会の依頼による）が実施されている。

### 第8回国勢調査
1955年（昭和30年）10月1日現在で行われた。16項目の簡易調査である。前回に引き続いて常住地主義をとるが、常住地決定の基準を6か月から3か月に短縮（現在までこの基準が使われている）。A3判の10名連記の世帯票により、性別・年齢等は各世帯で記入する自記式、産業・職業・住宅に関する事項は調査員が記入する他記式で調査を行う。新潟県では10月1日に大規模な火災（昭和新潟大火）が発生したため、調査期間延長などの特別の措置をとった。

### 第9回国勢調査
1960年（昭和35年）10月1日現在で行われた大規模調査。A2変形判の12名連記の世帯票により、性別・年齢等は各世帯で記入する自記式、産業・職業・住宅に関する事項は調査員が記入する他記式で調査を行う。1年前の常住地、従業地・通学地、家計の収入の種類などの項目を新設。コンピュータによる集計開始。「人口集中地区」(DID) 集計を導入。 

### 第10回国勢調査
1965年（昭和40年）10月1日現在で行われた簡易調査。A3判7名連記の世帯票（世帯事項のみ他記式）による。調査員が光学読取装置用の個人別カードに情報を転記する方式を導入。調査区別集計を開始。 

### 第11回国勢調査
1970年（昭和45年）10月1日現在で行われた大規模調査。小笠原諸島が調査地域に加わる。沖縄県は復帰前であるため、調査地域にふくまれていないが、本土とおなじ方法での調査を行った。
地域移動について、現住居への入居時期と従前の常住地を訊ねる方式に変更。また、通勤・通学のための利用交通手段の項目を新設。一方で、就業時間の項目を廃止。調査項目は全部で23となる。
地域メッシュ統計の提供開始。

### 第12回国勢調査
1975年（昭和50年）10月1日現在で行われた簡易調査。沖縄県が調査地域に加わる。
マークシート方式の調査票（片面、4人分）に各世帯で記入する方式を導入（一部では従来と同様の調査票も併用されている）。また、プライバシーに配慮した調査員の配置や、調査できなかった世帯に関して情報を補うための「聞き取り調査」を導入。

### 第13回国勢調査
1980年（昭和55年）10月1日現在で行われた大規模調査。両面で4名連記のマークシート方式の調査票を使用。結婚年数と既往出生児数の項目を廃止。住宅の建て方を新規項目として追加。自衛隊・矯正施設用の調査票を廃止して、通常の調査票に一本化。
プライバシーに関する配慮として、どうしても調査員に調査票をみられたくないという要望がある場合に、封筒に密封しての提出を認める。また、従来はひとつの世帯として棟ごとに調査してきた会社・官庁の寮・寄宿舎の単身者について、個別の「一人世帯」としてそれぞれ調査することとした。
この年から、国勢調査を実施するための政令   を恒久的なものとし、爾後は変更があるたびに改正する方式とする（これ以前は、毎回の調査のためにその都度あたらしく政令を定めていた）。

### 第14回国勢調査
1985年（昭和60年）10月1日現在で行われた簡易調査。調査項目は17である。A4判5名連記のマークシート方式の調査票を使用。全世帯に配布する「国勢調査についてのお願い」を三つ折り形式とし、それに調査票を封入して提出することを認める。点字のパンフレットを作成。

### 第15回国勢調査
1990年（平成2年）10月1日現在で行われた大規模調査。調査項目は22である。B4判のマークシート方式の調査票を使用。
およそ街区ひとつぶんからなる恒久的な「国勢調査基本単位区」を設定し、その組み合わせで調査区を決める方式を導入。10か国語の調査票対訳集を作成。

### 第16回国勢調査
1995年（平成7年）10月1日現在で行われた簡易調査。調査項目は17である。A4判変形のマークシート方式の調査票を使用。不在世帯用調査票を廃止。その代わりに、拡大文字の調査票を補助用に用意した。前回調査で発生した国勢調査員殺害事件を受け、再発防止策として調査員同行者の仕組みなどを導入。また、外国籍の調査員の採用も認める。調査票対訳集を15言語に拡大するとともに、「外国語連絡表」も作成。広報の一環として記念切手を発行。同年1月に発生した阪神・淡路大震災の被災地では、仮設住宅地域を特定するために調査区の設定とその番号付与に工夫を加えた。
この回から、調査結果利用者向けに『ユーザーズガイド』
を刊行している。

### 第17回国勢調査
2000年（平成12年）10月1日現在で行われた大規模調査。調査項目は22である。A4変形判の調査票で、光学文字認識 (OCR) 機能を導入。インターネットでの広報をこの回から開始。また以下のように自然災害にともなうイレギュラーな対応が4件あった。
- 3月以降の北海道での有珠山噴火避難者の仮設住宅地域について、前回調査時の阪神・淡路大震災と同様の対応を行った。
- 8月以降の三宅島噴火による避難が長期化したため、東京都三宅村の人口がゼロとなった。本来なら同村において調査されるはずであった人口を把握するため、避難者について特別の対応を行った。
- 9月中旬の東海豪雨による水害で、愛知県の多数の調査区で調査の実行が不可能となったため、該当地域の調査期間を10月30日まで延長。
- 10月6日の鳥取県西部地震での地震被害に対応して、該当地域の調査期間を11月15日まで延長。

### 第18回国勢調査
2005年（平成17年）10月1日現在で行われた簡易調査。9月23日から調査員が調査票の配布を行い、10月10日までに回収した。同年施行の個人情報の保護に関する法律の影響などによる回収率の低下 と、かたり調査などの問題が発生した。

### 第19回国勢調査
2010年（平成22年）10月1日現在で行われた大規模調査。2007年に全部改正された統計法に基づくはじめての国勢調査である。原則的に調査員のチェックを受けずに回収する方式に転換したため、記入漏れなども多い。10月16日の河北新報1面では「酷勢調査」と題する記事で、宮城県色麻町（約2000世帯）の担当者の「完全な調査票は50枚に1枚くらい」
との発言を伝えている。

### 第20回国勢調査
2015年（平成27年）10月1日現在で行われた簡易調査。全国規模でインターネット回答を導入。調査票の配布に選考して、9月10日から調査員がインターネット回答の案内を配布。回答は20日に一度締め切られ、回答のなかった世帯に26日から調査員が改めて調査票を配布する（この日より10月20日までの間、またインターネット回答が可能になる）。
住宅の建て方を、回答者が記入する項目から除外し、調査員が住宅の外見から判断して記録する方式に変更。

### 第21回国勢調査
2020年（令和2年）10月1日現在での大規模調査。住宅床面積の項目が廃止された。
新型コロナウイルス感染症 (COVID-19) 流行に伴い、対面調査を控え、郵送やオンラインによる回答を推奨した。回答率が10月1日の時点で36.2％にとどまっていたため、武田良太総務大臣が記者会見で協力の呼びかけを行った。オンラインの回答締め切りは当初10月7日であったが、回収率が伸び悩んだため、2週間延長した。郵送回答締め切り一日前（10月19日）の時点で郵送+オンライン回答合算が80.8%となり、前回より回答率が高まっている。しかし調査員等への提出が前回に比べ大きく減ったことで最終的には83.7%と前回を下回り過去最低となった。

### 第22回国勢調査
2025年（令和7年）簡易調査を実施予定。

## その他

### 広報
第1回（1920年）の調査では、国勢調査により先進国の仲間入りを果たしたという宣伝ポスターが多数制作された 。
総務庁（当時）統計局は、1990年4月から、日本テレビ系列平日の5分間番組「ご存じですか」において毎月1回の広報をおこなうようになり、そこで国勢調査に関わる話題がとりあげられた(pp229-233)。
国勢調査のイメージキャラクターとして、男の赤ちゃんのセンサスくん が1990年調査から使用されている。センサスくんの名前は、英語で国勢調査を意味する、人口センサスに由来する。2015年には女の赤ちゃんのみらいちゃんが加わった。彼らは国勢調査の広報のために創られたものであった
が、その後総務省統計局のイメージキャラクターとしての位置づけになり、国勢調査以外の統計調査の広報も担当している。

### 費用について
当初1905年に予定されていた調査は、約300万円（当時の農商務省の単年度予算に匹敵）と試算されていた。後の第1回調査（1920年）の費用は、295万7000円である。
第18回調査（2005年）では、調査費用は約650億円が予算計上された（他に、前年の予備調査等に約20億円。市等地方自治体職員の労働時間等は除外）。
日本の国勢調査の経費（人口1人当たり）は、他の主要先進国と比べてかなり低いとされている。

## 事件・問題点

### かたり調査
第18回調査（2005年）の調査では、調査員を装って調査票をだまし取る事件が全国で発生した。個人情報の収集が目的と見られる。そのほか、大阪府堺市では調査員を名乗って家に入り現金65万円を奪う犯罪も起きた。総務省では、国勢調査員が自宅に来訪したときには、総務省統計局交付の調査員身分証を確認するよう呼びかけている。
この問題を契機として、2007年に全面改正された統計法においては、「かたり調査」の禁止の規定（第17条）が設けられた。2010年以降の国勢調査では、調査員は写真入りの身分証明書、腕章、国勢調査のネーム入りの手提げ袋を携行することとした。調査員を経由しない提出方法（郵送またはインターネット回答）も可能とされている。

### 調査員が関与した事件
茨城県では2005年10月8日、同県坂東市の国勢調査員が、担当地域の調査票を燃やすという事件が起きている。その地域では地元住民による持ち回りで調査員を選出しており、本人が調査員になることを望んだものではなかった。調査員を引き受けたものの、調査対象者から協力が得られなかった結果の行動だったという。そのため、国は同市職員を急遽調査員に任命し、担当地域を再調査した。なお、公文書である調査票を焼くことは犯罪であり、公文書毀棄罪に該当する。
奈良県大和郡山市では、2010年に行われた国勢調査で、調査員が、自治会が集会を行う際に、調査票を持参させた上で一括回収していたことが発覚した。この調査員は、手間を省けることを理由として挙げており、同市は、回収分は有効としたものの、個人情報漏洩に繋がりかねないとして、議論となっている。
千葉県船橋市では、2015年に行われた国勢調査で、調査員に任命されたマンション管理人が、自分が管理するマンションの住民情報を、住民の同意が無いまま調査票に無断で記載していたことが判明している。

### 調査員以外による不正
島根県松江市の国立病院機構松江医療センターでは、国勢調査の様式が届いたことを筋ジストロフィー患者たちに知らせず、また承諾も得ないまま、病院が勝手に記入を代行しようとした事件が発生した。

2015年に実施された国勢調査では、大阪市など8市町において、集計ルールに違反する形で住民基本台帳からデータの転用が行われていたことが、2020年8月に判明。調査への信頼性に懸念が示されかねない状況となっている。
東京23区と政令指定都市のうち19市区で、未回答世帯分を、本来なら周辺住民らに聴き取って補うことになっているところを、住民基本台帳などからの転記で済ませていたことが、2024年9月に判明。統計法に違反している疑いが指摘されており、人手に頼る調査の限界も浮き彫りとなっている。

### 人口の水増し
国勢調査結果に基づく法定人口は、市や指定都市への移行にあたっての条件である。このため、市制施行を目指す町が、国勢調査の調査票を捏造するなどして故意に人口の水増しを行う事件が起きている。
北海道羽幌町事件
1970年に行われた国勢調査で北海道羽幌町の人口は2万8000人余であったが、翌1971年になって同町町議の告発がきっかけとなり約5,900人もの人口の水増しが行われていたことが発覚した。同町では前回の1965年の国勢調査で当時の市制施行要件を上回る3万人余の人口を記録し、新庁舎の建設に着手するなど市制施行に向けた動きが活発になっていたが、町の経済を支えていた羽幌炭鉱の経営が悪化したことで人口の流出が進み、調査時には3万人を大幅に割り込んでいた。警察の捜査の結果、町長ら幹部を含む83人が統計法違反や公文書偽造の容疑で送検された 。
愛知県東浦町事件
2010年に行われた国勢調査において愛知県知多郡東浦町の人口は、速報値では50,082人であった。しかし、総務省統計局が再調査した後の確定値は、49,800人であった。東浦町は市制施行の要件の1つである「人口5万人」の突破を目前に控え市制施行を準備していたが、5万人に足らなかったため、2011年10月、市制施行を断念した。
これに先立つ2010年12月、国勢調査に関わる町の不正を告発する匿名の文書が、総務省統計局に届き、2012年2月、総務省が現地調査を行った結果、居住実態のない調査票が303人分見つかり、この国勢調査で人口の「水増し」が行われた可能性があることが指摘された。
居住実態のない国勢調査票について東浦町側は当初、平成22年国勢調査から調査票に記入漏れがあった場合は、地方公共団体の担当職員が書き加える、という新制度が設けられたことを受けて、町職員が居住実態を確認することを怠ったまま、住民票に基づいて調査票に居住者を書き加えた事務的失態であった、と説明していた。これに基づき、調査監督責任者である幹部職員を含む町職員4名に対し減給・戒告などの処分を行い、町長が「新制度に関する認識不足、勉強不足によるもの」であるとして謝罪した。
一方愛知県警察は、組織ぐるみで人口を水増しする違法行為が行われたと判断し、強制捜査に踏み切った。2013年2月、町長の釈明とは異なり、東浦町が故意且つ組織的に人口を水増しした疑いが強まり、統計法違反の容疑で前副町長を逮捕した。また前副町長の指示に基づき調査票を偽造した容疑で町幹部や町職員らも共犯として任意捜査を受けており、書類送検された。
愛知県警によると、調査票偽造は平成22年国勢調査から設けられた新制度を悪用したものと見られ、東浦町の住民基本台帳や外国人登録の情報を基に、既に町が転出を確認している元町民について、国勢調査当時も東浦町に居住していたように偽装し、町職員が元町民の情報を調査票に記入していたという。

### 統計データからの同性カップルの排除
2020年の国勢調査の時点では 国勢調査の記入用紙で「世帯主との続き柄」を選択する際、異性同士のカップルならば婚姻届を出していなくても「配偶者」と記入すればそのまま集計されるが、相手が同性の場合はそれが認められない。すなわち 「生計を一にする同性カップル」が「ありのままの姿」、すなわち、世帯主と世帯員の一人が同性で続き柄が配偶者であると回答しても誤記または「他の親族」に「修正」されてしまう。実態を調査する目的の国勢調査が「修正」されて同性カップルの実態が把握できなくなるのは国勢調査の趣旨と矛盾しており、国勢調査の意味をなさなくなるとの指摘がある
。

### 今後
国民生活や社会環境の変化に伴って、統計調査において調査員が世帯と接触することが従来よりも困難度を増してきている
。社会や生活様式の変化によるものである以上、単一の決定的な解決方法は容易には見当たらない。
また、調査員の員数確保の問題も近年顕著になっている。鳥取県が2024年5月に全18市町村に聞き取り調査を行ったところ、14市町が「（必要な）統計調査員を確保できていない」との回答を出している。各自治体においては調査員の不足分を市職員や自治会の協力などで対応しているという。確保が困難としている理由として、国勢調査は戸別訪問により対面での説明と調査票の配布が原則であることから、調査区の地図作りを含めて作業がアナログであることや、個人情報保護や防犯意識の高まりなどで、調査回答の拒否に加え、居留守やオートロックを使用する世帯が増えたことで、何度訪れても調査票を渡せないケースが増加していることや、調査員のマナーや研修が不十分であることから、世帯と調査員のトラブルに発展するケースもある。また、調査員の精神的負担が大きい反面、報酬が低いといった点が挙げられている。今後は各世帯との面接形式の見直しや、回答収集を郵送やオンラインへ移行するなどの抜本的な転換が必要との意見が挙げられている。
ヨーロッパ諸国も日本と同様の問題で調査に支障が出ているため、全数調査自体を諦め、国が保有する各種のデータを社会保障番号等で結合して個人単位の統計を作る「レジスター方式」を採用するところが増えているが、全数調査に比べ正確性は劣るとされる。

## 発行物
- 1920年（大正09年）9月25日：第一回国勢調査記念の切手が二種類（1銭5厘、3銭）発行された。
- 1930年（昭和05年）9月25日：第二回国勢調査記念の切手が二種類（1銭5厘、3銭）発行された。
- 1965年（昭和40年）9月25日：第十回国勢調査記念の切手（10円）が発行された。
- 2020年（令和02年）9月01日：第一回国勢調査から百年を迎えることを記念して、特殊切手「国勢調査100年」（84円）が発行された[98]。